# LIVE RIPPER
『LIVE RIPPER』(ライブ・リッパー)は、日本の音楽ユニット・B'zが1993年12月8日にBMGルームスからリリースした3作目の映像作品（VHS・LDとしては3作目、DVDとしては1作目）。
DVDは2001年3月14日に、シングル『ultra soul』発売時に他の3作品と共にB-VISIONから同時リリースされた。
現在、VHS・レーザーディスクは製造中止になっている。

## 概要
B'zデビュー5周年を記念して1993年7月31日と8月1日に渚園で開催されたB'z初の野外ライブ『B'z LIVE-GYM Pleasure'93 "JAP THE RIPPER"』の模様を収録。
このライブでは通常のバンドメンバーに加えて、4人のブラス隊が加わっている。また、上手が稲葉、下手が松本で横一列の立ち位置で行う最後のライブでもある。長年B'zの取材を行っている音楽ライターの竹内美保は2003年に発行された別冊カドカワにおいて、「（当時の）B'z史上最大のお祭りであると同時に、翌年以降の重厚な世界へと歩みを進めて行くためのひとつの区切りだった。」と述べている。

### 収録曲について
当日のライブで演奏された楽曲のうち、数曲は編集によってカットされ収録されていない。省略された曲は、「OH! GIRL」、「愛しい人よGood Night...」、「LADY NAVIGATION (The 7th Bluesのバージョン)」、「BAD COMMUNICATION」、「太陽のKomachi Angel」、「KARA・KARA」、「GO! NUDE! GO!」、「星降る夜に騒ごう」、「HOT FASHION -流行過多-」となっている 。
その後、2023年3月10日から12日に千葉県の幕張メッセ国際展示場4・5・6 ホールで開催されたのB'zデビュー35周年記念イベント「B'z presents -Treasure Land 2023-」にて、フルバージョンで上映された。本公演がフルバージョンで公開されるのは初である。

## 演奏

### メンバー
- 松本孝弘：ギター・プロデュース
- 稲葉浩志：ボーカル

### サポートメンバー
- 明石昌夫：ベース
- 田中一光：ドラム
- 増田隆宣：キーボード
- 澤野博敬：トランペット
- 澤田秀浩：トランペット
- 野村裕幸：トロンボーン
- 吉田じゅんべい：サクソフォーン

## 収録映像曲
1. Introduction 〜さよならなんかは言わせない
2. JAP THE RIPPER
  - オープニングナンバー。当時は未発表曲として披露され、翌年発売されたアルバム『The 7th Blues』に収録された。
3. ZERO
  - 後にライブの定番曲となる。
4. NATIVE DANCE
  - 稲葉がクレーンに乗りながら歌っている。
5. TIME
  - 『B'z LIVE-GYM Pleasure '92 "TIME"』の映像とリンクしている。
6. STAY TONIGHT
  - 「ハートも濡れるナンバー 〜stay tonight〜」のアレンジバージョン。翌年に英語詞に変えられ「SLAVE TO THE NIGHT」として『The 7th Blues』に収録された。
7. 月光
  - アコースティックバージョンでの演奏。イントロ部分はリハーサルの映像、ライブは2コーラス目からの映像になっている。
8. Wanna Go Home
  - 松本のギターソロ（インストゥルメンタル）。『B'z LIVE-GYM Pleasure '92 "TIME"』と『B'z LIVE-GYM '93 "RUN"』の回想シーンがある。
9. GIMME YOUR LOVE -不屈のLOVE DRIVER-
  - 最後のサビ部分は収録されていない。
10. 『快楽の部屋』
  - 曲のエンディングで松本がギター爆破のパフォーマンスを披露。
11. 裸足の女神
  - 曲が始まる前に観客のインタビューが収録されている。2013年6月12日発売のアルバム『B'z The Best XXV 1988-1998』の初回限定盤DVDにも収録されている。
12. BLOWIN'
  - 後にPleasureツアーの定番曲となる。
13. RUN
  - 後にアンコールの定番ナンバーになる。
14. ONE FOR THE ROAD
  - スタッフロールが流れる。当時は未発表曲であり、後に松本のソロシングル『THE CHANGING』で初CD化された。

### Bonus Track（DVDのみ）
1. さよならなんかは言わせない
  - アンコール最終ナンバー。この曲の映像を見るには本編を止めることなく最後まで見なければならない。